# Prince Rupert

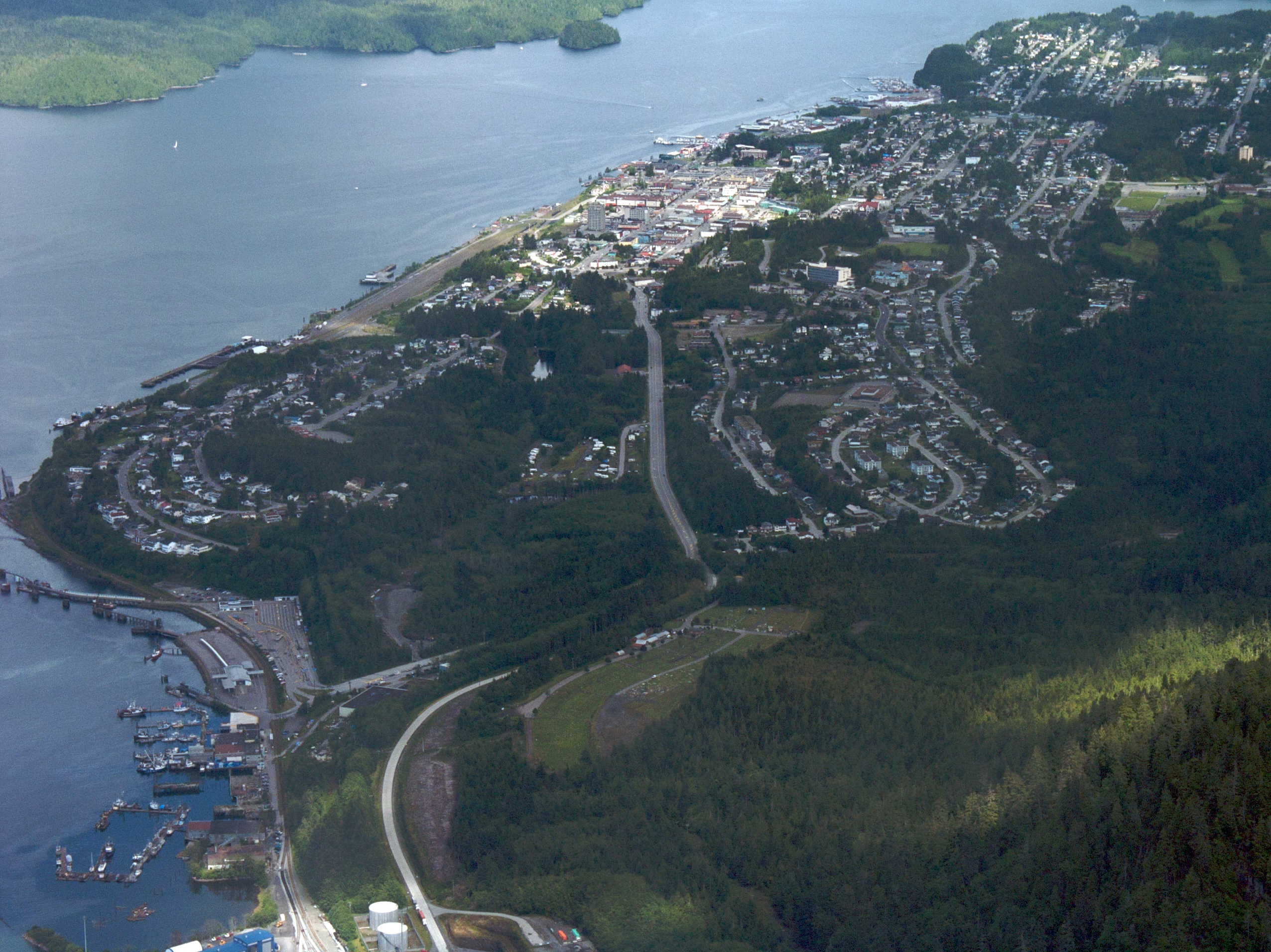
Prince Rupert, sett från luften år 2008.

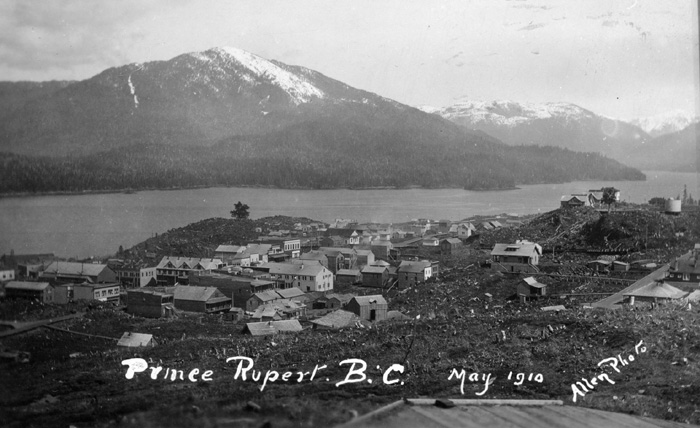
Prince Rupert i maj 1910.

Prince Rupert är en hamnstad i British Columbia, Kanada, med 12 815 invånare. Prince Rupert ligger på Kaien Island cirka 770 km norr om Vancouver, strax norr om mynningen av Skeena River, och sammanbundet med en kort bro till fastlandet. Det är en viktig trafikknutpunkt för norra British Columbia. Prince Rupert Airport ligger nära staden.